# IJsland op het Eurovisiesongfestival 2020
IJsland zou deelnemen aan het Eurovisiesongfestival 2020 in Rotterdam, Nederland. Het zou de 33ste deelname van het land aan het Eurovisiesongfestival geweest zijn. RUV was verantwoordelijk voor de IJslandse bijdrage voor de editie van 2020.

## Selectieprocedure
Reeds op 28 januari 2019 maakte de IJslandse openbare omroep bekend te zullen deelnemen aan het Eurovisiesongfestival 2020. Söngvakeppnin zou opnieuw dienstdoen als nationale voorronde. RUV gaf componisten en tekstschrijvers van 13 september tot 17 oktober 2019 de tijd om inzendingen naar de omroep te sturen. 
Er streden tien acts voor het IJslandse ticket richting Rotterdam. Er werden twee halve finales georganiseerd, waarin telkens vijf artiesten het tegen elkaar opnamen. De televoters mochten telkens autonoom beslissen welke de twee artiesten waren die door mochten naar de finale. Na afloop van de halve finales deelde de vakjury nog een wildcard uit. In de grote finale traden aldus vijf artiesten aan. Zowel vakjury als publiek bepaalden eerst wie de twee superfinalisten waren. In die superfinale kregen de televoters een tweede keer de mogelijkheid om te stemmen, waarna de uitslag werd opgeteld bij het resultaat uit de eerste ronde. Elk nummer moest in de halve finale verplicht in het IJslands vertolkt worden. In de finale moesten de artiesten hun nummer zingen in de taal waarmee ze eventueel naar het Eurovisiesongfestival zouden trekken.
De twee halve finales werden uitgezonden vanuit een televisiestudio in Reykjavik. De finale vond elders in de hoofdstad plaats, met name in de Laugardalshöll. Uiteindelijk gingen Daði & Gagnamagnið met de zegepalm aan de haal.

## Söngvakeppnin 2020

### Eerste halve finale
8 februari 2020
| Plaats | Artiest       | Lied          | Stemmen |
| ------ | ------------- | ------------- | ------- |
| 1      | Dimma         | Almyrkvi      | 14.984  |
| 2      | Ísold & Helga | Klukkan tifar | 6654    |
| 3      | Kid Isak      | Ævintýri      | 3651    |
| 4      | Brynja Mary   | Augun þín     | 3374    |
| 5      | Elísabet      | Elta þig      | 1989    |

### Tweede halve finale
15 februari 2020
| Plaats | Artiest            | Lied               | Stemmen |
| ------ | ------------------ | ------------------ | ------- |
| 1      | Daði & Gagnamagnið | Think about things | 11.218  |
| 2      | Iva                | Oculis videre      | 10.924  |
| 3      | Nina               | Ekkó               | 5905    |
| 4      | Matti Matt         | Dreyma             | 5634    |
| 5      | Hildur Vala        | Fellibylur         | 1336    |

### Finale
29 februari 2020
| Plaats | Artiest            | Lied            | Jury   | Publiek | Totaal |
| ------ | ------------------ | --------------- | ------ | ------- | ------ |
| 1      | Daði & Gagnamagnið | Gagnamagnið     | 24.289 | 36.035  | 60.324 |
| 2      | Dimma              | Almyrkvi        | 14.867 | 22.848  | 37.715 |
| 3      | Iva                | Oculis videre   | 18.426 | 19.072  | 37.498 |
| 4      | Ísold & Helga      | Meet me halfway | 17.170 | 5568    | 22.738 |
| 5      | Nína               | Echo            | 15,286 | 6515    | 21.801 |

#### Superfinale
| Plaats | Artiest            | Lied               | Jury   | Publiek | Totaal  |
| ------ | ------------------ | ------------------ | ------ | ------- | ------- |
| 1      | Daði & Gagnamagnið | Think about things | 60.324 | 58.319  | 118.643 |
| 2      | Dimma              | Almyrkvi           | 37.715 | 42.468  | 80.183  |

## In Rotterdam
In de aanloop naar het Eurovisiesonfestival stond IJsland bij de bookmakers geboekstaafd als topfavoriet voor de eindoverwinning. IJsland zou aantreden in de tweede halve finale op donderdag 14 mei. Het Eurovisiesongfestival 2020 werd evenwel geannuleerd vanwege de COVID-19-pandemie.